# Корінь Терентій Савич
Тере́нтій Са́вич Ко́рінь (1883—1931) — український борець і важкоатлет.

## Біографія
Народився 1883 року у с. Блистова Менського району у бідній багатодітній козацькій родині. В сім'ї було 4 синів і 8 дочок. В 1900 році разом із гуртом селян подався на заробітки до Таврійської губернії, до німців-колоністів у найми.
У 1903 році переселився до Приамур'я. Зупинився в далекого родича Антипа Кореня в с. Спаському і вже через чотири місяці на зароблені гроші купив коня та воза і поїхав у м. Хабаровськ, де був візником. Згодом продав коней та воза і поїхав до Порт-Артура, де працював змащувачем на чавунній дорозі. Хотів зайнятися торгівлею, купив будиночок. Почалась війна із Японією, у будиночок влучила бомба, довелося евакуюватися в м. Харбін.
ба
У Харбіні на той час був цирк братів Нікітіних із 12-ма борцями-важковаговиками. Терентій Савич захотів вступити в єдиноборство із будь-яким борцем, без попередньої підготовки. Звернувся до директора цирку, але йому відмовили, хоча призначили день для знайомства із правилами та підготовкою до випробування стійкості. У першому пробному поєдинку Терентій вже через хвилину переміг маститого суперника, із наступним силачем поєдинок тривав три хвилини. Цей іспит зарахувався на «відмінно». Почались мандри із цирком. Придивившись до українського силача, директор цирку вирішив відправити його до Петербурга для підвищення майстерності. Там петербурзький граф Георгій Рібоп'єр, меценат клубу «Петербурзьке атлетичне товариство», звернув увагу на новачка. Одночасно Терентій почав займатися в клубі «Петербурзький гурток любителів атлетики», який заснував В. Краєвський для видатних силачів Російської імперії.
1906 року в усьому світі починає об'єднуватись спортивний рух, і граф Рібоп'єр відправляє до Парижа на з'їзд спортсменів-важковаговиків у складі команди Терентія Кореня. Тут відбулись міжнародні змагання з підняття ваги. Атлет, лежачи на спині, в правій руці тримаючи 4-пудову гирю, мав звестися на ноги. Терентій запропонував свою вправу — виконати те ж саме, але з 6-пудовою гирею в лівій руці. За цю вправу був нагороджений першим призом.
1906 року на з'їзді борців (так тоді називались міжнародні змагання) в Лондоні Терентій Корінь виборов уперше звання чемпіона світу з класичної боротьби. Наступного року — Терентій став учасником міжнародних змагань у Чикаго та Нью-Йорку.
У 1908 році довелося змагатись у містах Російської імперії. Разом із групою артистів-борців Терентій поїхав на гастролі до Баку, де на показових виступах запрягався у віз і возив по манежу 30 людей, піднімав паровий котел середніх розмірів, носив залізне коромисло, на яке з обох боків чіплялось по 15 осіб, розгинав підкови, робив «краватку» із дахового заліза. Дуже поважали тоді людей із надзвичайною фізичною силою: збирались натовпи, інколи гастролі цирку продовжувались на вимогу громади великих міст.
Серед нагород Терентія (7 золотих хрестів, 9 золотих медалей, срібні та бронзові медалі чемпіонів світу, грошові премії) була особлива — золота медаль з написом «Переможцю левів». 1907 р. в Чикаго відбулись незвичайні змагання — із левом. Поєдинок проходив на арені цирку за умов Терентія Кореня: щоб лев був у наморднику, а на лапах — подушки, аби закрити величезні гострі кігті. Під час поєдинку, лев зачепився лапами за решітку клітки і зірвав подушки. По закінченню закривавлений борець вийшов самостійно із клітки, а лев залишився лежати на підлозі. Більше такі поєдинки не проводились.
Терентій і далі брав участь у багатьох змаганнях, хоча травма давала про себе знати. І все ж 1912 року він став учасником V Олімпійських ігор у Стокгольмі. Про результати виступу нам невідомо, але силач сходився в поєдинках зі знаменитостями того часу: Заїкіним, Шем'якіним, Деміним, Романовим, Петровим, Піддубним, Медвєдєвим.
1917 року Терентій Савич одружився з дочкою провізора з м. Казань Клавдією Єгорівною. У шлюбі подружжя виховувало двох дочок, Людмилу та Раїсу. Потім мешкав у Саратові, займався самоосвітою, добре знав німецьку мову. Призвичаїв до занять з розвитку сили своїх братів Івана, Пилипа та Андрія. У 45 років мав вагу 140 кг при зрості 183,5 см. Помер 1931 р. несподівано на 46-му році життя від виразки кишечника (селяни кажуть, що від раку). Був похований у Саратові. Мав дві дочки — Людмилу та Раїсу.
До сьогодні збереглася хата, де жив Терентій Корінь. Земляки вшанували пам'ять цієї людини, назвавши вулицю в Блистові на честь Терентія Кореня, а у селищній раді висить його портрет.
Відомо про родичів Кореня в Чернігові та Києві.

## Вшанування пам'яті
В селі Блистова є вулиця названа начесть Терентія Кореня.
В Чернігові 19 лютого 2016 року вулицю Челюскінців офіційно перейменовано на вулицю Терентія Кореня.